# Laevicardium pictum
Laevicardium pictum är en musselart som först beskrevs av Henry William Ravenel 1861.  Laevicardium pictum ingår i släktet Laevicardium och familjen hjärtmusslor. Inga underarter finns listade i Catalogue of Life.